# Museo d’Arte Contemporanea Donna Regina
Das Museo d’Arte Contemporanea Donna Regina, abgekürzt auch MADRE genannt, ist ein Museum für Zeitgenössische Kunst in Neapel. Es wurde am 11. Juni 2005 im Palazzo Donnaregina eröffnet, der vom Architekten Álvaro Siza Vieira umgestaltet worden war. Museumsbetreiber ist die von der Regierung der Region Kampanien 2004 gegründete Stiftung Donnaregina. Der Fokus der ausgestellten Sammlung liegt auf den Kunstrichtungen Transavantgarde, Arte Povera und Konzeptkunst sowie der Kunst seit den 1950er Jahren.

## Architektur
Das Museum liegt direkt im Stadtzentrum Neapels, etwa dreihundert Meter vom Archäologischen Museum entfernt. Der barocke Palazzo Donnaregina wurde von 2004 bis 2005 unter der Leitung des portugiesischen Architekten Álvaro Siza Vieira renoviert. Die Räume wurden von Ballast befreit und Weiß gestrichen, wobei eine freie und leichte Raumkonzeption geschaffen wurde. Eine zeitgenössische Lösung für ein Museumsgebäude, in dem Gegenwartskunst präsentiert wird, hatte die Region Kampanien nicht in Betracht gezogen. Der Kontrast zwischen Altem und Neuem sollte dabei auch den Aufbruch für das Stadtviertel symbolisieren, das zuvor von Überschwemmungen betroffen gewesen war.
Das Museumsgebäude umfasst 7200 Quadratmeter. Dabei gibt es zwei Innenhöfe, von denen der eine 500 Quadratmeter umfasst und großen Installationen Platz bietet, während der andere rund 400 Quadratmeter groß ist und vom Museumscafé genutzt wird. Die Ausstellungsfläche erstreckt sich über vier Etagen und ist 2662 Quadratmeter groß. Dazu kommen noch die Räumlichkeiten des Restaurants und Cafés, sowie des Ticketverkaufs, des Museumsbuchladen und der Büros.

## Sammlung
Der erste Teil der Sammlung des Museums umfasst Arbeiten der zwölf Künstler Domenico Bianchi, Francesco Clemente, Luciano Fabro, Rebecca Horn, Anish Kapoor, Jeff Koons, Jannis Kounellis, Mimmo Paladino, Giulio Paolini, Richard Serra, Sol LeWitt und Richard Long, die jeweils in einem eigenen Raum präsentiert werden. Diese Künstler waren bereits in Neapel aktiv und schafften neue Kunstwerke für das Museum. So zum Beispiel Rebecca Horn, die bereits 2002 Totenschädeln aus Gusseisen mit Neon-Heiligenscheinen auf der Piazza Plebiscito ausstellte und damit an den Brauch in Neapel die Schädel anonymer Toten um Hilfe anzuflehen erinnerte. Diese Arbeit griff sie auf, indem sie solche Schädel nun direkt in Spiegel blicken lässt. In einem weiteren Raum fertigte Francesco Clemente ein Fresko an, das Motive seiner Heimatstadt Neapel aufgreift.
Im zweiten Teil werden Kunstwerke gezeigt, die seit den 1950er Jahren entstanden sind. Darunter befinden sich Arbeiten von Künstlern wie Joseph Beuys, Damien Hirst, Roy Lichtenstein, Gerhard Richter und Andy Warhol.